# Kanha Khiangsiri
Kanha Khiangsiri (thaï : กัณหา เคียงศิริ, également orthographié Khiengsiri) née Chuen Watthanaphat (ชื้น วรรธนะภัฏ), était une romancière  et nouvelliste thaïlandaise. Écrivant sous le nom de plume de K. Surangkhanang (ก.สุรางคนางค์), ses 45 romans comprennent le très populaire La Maison de sable dorée (en) (บ้านทรายทอง) et l'influent La Prostituée (en) (หญิงคนชั่ว / Ying Khon Chua), qui reflètent les problèmes de la société moderne en développement de la Thaïlande. Elle a été nommée artiste nationale en littérature en 1986.

## Biographie
Fille d'aristocrates de Bangkok, elle fut éduquée à l’école primaire du couvent Saint-François-Xavier puis au collège de filles Rachini, mais c’est au lycée qu'elle conçut Malini, sa première nouvelle, et Krongkan, son premier roman, qui parut par épisode dans le journal Daily Mail. Elle atteignit la reconnaissance nationale en 1937 avec son roman La Prostituée Elle est surtout connue pour La Maison de sable dorée, publié en 1950 et adapté au cinéma avec un film comprenant Jarunee Desneiges. Ce livre a également inspiré plusieurs feuilletons télévisés thaïlandais et a lancé une tendance à la mode pour les pantalons courts et les nattes chez les filles.